# Římskokatolická farnost Popice u Znojma
Římskokatolická farnost Popice u Znojma je územní společenství římských katolíků s farním kostelem svatého Zikmunda ve znojemském děkanství.

## Historie farnosti
První zmínka o obci se datuje k 6. červnu roku 1252 na listině Přemysla Otakara, na které potvrzuje Popice jako majetek Rytířského řádu křižovníků s červenou hvězdou z Hradiště u Znojma. Farní kostel byl postaven v 70. letech 16. století, jeho věž v roce 1752. Má dva oltáře: hlavní sv. Zikmunda a pobočný Panny Marie Pomocné. Kostel byl opraven v roce 1847, kdy byla také nově pokryta věž. 

## Duchovní správci
Administrátorem excurrendo je od 5. února 2002 P. Josef Hudec, OCr.

## Bohoslužby
| Kostel           | Místo  | Bohoslužba (den) | Hodina | Poznámka     |
| ---------------- | ------ | ---------------- | ------ | ------------ |
| svatého Zikmunda | Popice | sobota           | 8.30   | Farní kostel |

## Aktivity ve farnosti
Dnem vzájemných modliteb farností za bohoslovce a bohoslovců za farnosti brněnské diecéze je 22. duben. Adorační den připadá na 29. srpna.
Ve farnosti se koná Tříkrálová sbírka.V roce 2017 činil její výtěžek 5 059 korun.
Fara nebyla obývaná knězem, roku 2008 ji začali opravovat za přispění dotace Ministerstva kultury manželé Venutovi a nyní používají k bydlení. Po rekonstrukci fara plní také svůj účel místa setkávání. Od začátku školního roku 2009/2010 se zde vyučuje i náboženství.